# نیروی دریایی لیتوانی
نیروی دریایی لیتوانی (لیتوانیایی: Lietuvos Karinės jūrų pajėgos) نیروی دریایی زیرمجموعه نیروهای مسلح لیتوانی است، که در سال ۱۵۶۸ تأسیس شد.